# 赤倉ゴルフコース
赤倉ゴルフコース（あかくらゴルフコース）は、 新潟県妙高市田切にあるゴルフ場である。

## 概要
越後富士ともいわれる妙高山の中腹に、1936年（昭和11年）1月、新たなホテルの建設に向けて経営母体「赤倉観光ホテル株式会社」が設立され、会長に大倉喜七郎が就任した。同年12月12日、日本の高原リゾートの草分け的存在として「赤倉観光ホテル」が完成し開業された。
しかし、翌年の1937年（昭和12年）、日中戦争の影響を受けたが、同時期、日本政府による外貨獲得政策として国際リゾートホテルの建設計画が提案され、海外賓客にも対応した拘りのあるホテルの建設が望まれた。その国際リゾートホテルの候補の一つとして「赤倉観光ホテル」が浮かび上がった。赤倉観光ホテルの創業者は、当時帝国ホテル会長を務め、川奈ホテルゴルフコース（静岡県、1928年（昭和3年）開場、設計 大谷光明（大島コース）、C・H・アリソン（富士コース））、上高地帝国ホテルをつくった大倉喜七郎で、大倉は日本のホテルの基礎を築いた。大倉のホテルへの拘りは強く、設計者である高橋貞太郎をスイスにまで出張させる程だった。
日本百名山の一つである妙高山を望む地に、1937年（昭和12年）、赤倉観光ホテルは本格的な高原リゾートホテルの草分け的な存在として誕生した。1945年（昭和20年）8月、終戦となり、同年10月、占領軍により接収され保養所となった。また、戦時統制令により、赤倉観光ホテルは帝国ホテルと合併し「赤倉帝国ホテル」と改称された。その後、1952年（昭和27年）7月、接収解除となった。
1963年（昭和38年）7月8日、「赤倉ゴルフコース」の設計を大成建設株式会社に依頼し、9ホールのゴルフ場が完成し開場された。1971年（昭和46年）、増設の9ホールの設計を井上誠一に依頼し、既存の9ホールの改造も同時に井上に依頼、高原リゾートコース18ホールのゴルフ場が完成した。
井上は霞ヶ関カンツリー倶楽部（埼玉県、1929年（昭和4年）開場、西コース）、大洗ゴルフ倶楽部（茨城県、1953年（昭和28年）開場）、鷹之台カンツリー倶楽部（千葉県、1954年（昭和29年）開場）、龍ヶ崎カントリー倶楽部（茨城県、1958年（昭和33年）開場）、よみうりゴルフ倶楽部（東京都、1961年（昭和36年）開場）など日本屈指のコースを設計した。しかし、1965年（昭和40年）、創業当時の建物は解体され、1年後の1966年（昭和41年）、旧建物を模して新たに建替えられ、拘りの詰まったホテルも同時に受け継がれた。
コースは広いフェアウェイと白い砂のバンカーが特徴で、白樺やブナなどの樹木が点在する、難易度の高いホールが多く正確なショットが要求される。また比較的小さなグリーンは、緻密な計算が必要とされる戦略的コースである。

## 所在地
〒949-2102 新潟県妙高市田切216番地  

## コース情報
- 開場日 - 1963年7月8日
- 設計者 - 井上 誠一
- コースタイプ - 丘陵コース
- コース - 18ホールズ、パー72、6,481ヤード、コースレート75.4
- フェアウェー - コウライ
- ラフ - ノシバ
- グリーン - 1グリーン、ベント（ペンクロス）
- ハザード - バンカー59
- ラウンドスタイル - キャディ・セルフ選択可、5人乗り電磁誘導式乗用カートでのセルフプレーが原則
- 練習場 - 無し
- 休場日 - 無休、冬季クローズ 11月下旬-4月中旬[5]

## ギャラリー
- コース - 「赤倉ゴルフコース」、コース概要、2021年7月閲覧、コースマップ、2021年7月閲覧
- ハウス - 「赤倉ゴルフコース」、施設、2021年7月閲覧

## 交通アクセス
鉄道
- しなの鉄道 - 妙高高原駅より タクシー利用約10分
- えちごトキめき鉄道 - 妙高高原駅より タクシー利用約10分[6]

道路
- 上信越自動車道 - 妙高高原ICより 約5km[6]

## 関連文献
- 『ゴルフ場ガイド 西版』、2006-2007、「赤倉ゴルフコース」、東京 ゴルフダイジェスト社、2006年5月、2021年7月閲覧
- 『美しい日本のゴルフコース BEAUTIFUL GOLF CULTURE IN JAPAN 日本のゴルフ110年記念 ゴルフは日本の新しい伝統文化である』、ゴルフダイジェスト社「美しい日本のゴルフコース」編纂委員会編、「昭和12年大倉喜七郎男爵が赤倉観光ホテルを開業。昭和46年井上誠一設計の18ホール完成」、東京 ゴルフダイジェスト社、2013年12月、2021年7月閲覧